# Monaco
Het Vorstendom Monaco (uitspraak: [moˈnako] of [ˈmonako]; Monegaskisch: Principatu de Mu̍negu; Frans: Principauté de Monaco) is een dwergstaat aan de Middellandse Zee, die aan de landzijde geheel omsloten wordt door Frankrijk. Monaco is een prinsdom en heeft een oppervlakte van 2,03 km² en is na Vaticaanstad het kleinste land ter wereld. Het telt bijna 40.000 inwoners waardoor het de dichtstbevolkte onafhankelijke staat ter wereld is.
Monaco is ontstaan op 8 januari 1297. Hoewel het aan Frankrijk grenst, dat lid is van de Europese Unie (EU), is Monaco er geen lid van. Het heeft wel de euro als munteenheid. Sinds de invoering van de grondwet van 1911 is de premier van Monaco, als regeringsleider die door de prins wordt benoemd na overleg met de regering van Frankrijk, altijd een Franse burger geweest.
Het dwergstaatje staat internationaal bekend als een mondaine badplaats en belastingparadijs met het beroemde Monte Carlo Casino, beau monde en een jaarlijkse Grand Prix in het Formule 1-autoracen. Het heeft naast het nationale voetbalelftal ook een eigen voetbalclub, AS Monaco, die in de Franse competitie speelt.

## Geschiedenis
De naam Monaco stamt af van het Griekse Monoikos, van μόνοικος "enkel huis", van μόνος "alleen, enkel" + οίκος "huis". Phocaeërs stichtten er in de 6e eeuw voor Chr. een kolonie, die door Liguriërs bevolkt werd. De legende wil dat Hercules hier langs is gekomen en een tempel heeft opgericht.
Het huidige Monaco begon als kolonie van de Republiek Genua toen in 1215 een fort op de Rots van Monaco werd gebouwd. In 1297 nam François Grimaldi, vermomd als franciscaner monnik (monaco in het Italiaans, een toevalligheid), het fort in en sindsdien wordt het gebied bestuurd door het Huis Grimaldi. In de 14e eeuw namen ze ook de steden Menton en Roquebrune-Cap-Martin in. In 1848 verklaarden deze gebieden zich weer onafhankelijk. Uiteindelijk werden deze steden in 1861 overgedragen aan Frankrijk middels het Frans-Monegaskisch Verdrag.
Om nieuwe inkomsten te genereren besloot prins Karel III om de wijk Monte Carlo opnieuw in te richten. In 1863 opende hier het Monte Carlo Casino zijn deuren en een jaar later het Hotel de Paris. In 1868 werd een treinverbinding geopend waardoor het een populaire toeristische bestemming werd.
Tot 1911 waren de vorsten van Monaco absolute heersers. In 1910 vond een oproer plaats die bekend zou worden als de Monegaskische revolutie. Dit had als resultaat dat in 1911 een grondwet werd aangenomen. In juli 1918 werd een verdrag getekend dat Frankrijk beschermheerschap verleende over Monaco. Dit verdrag, onderdeel van het Verdrag van Versailles, bepaalde tevens dat Monaco het Franse militaire, politieke en economische beleid zou gaan volgen.

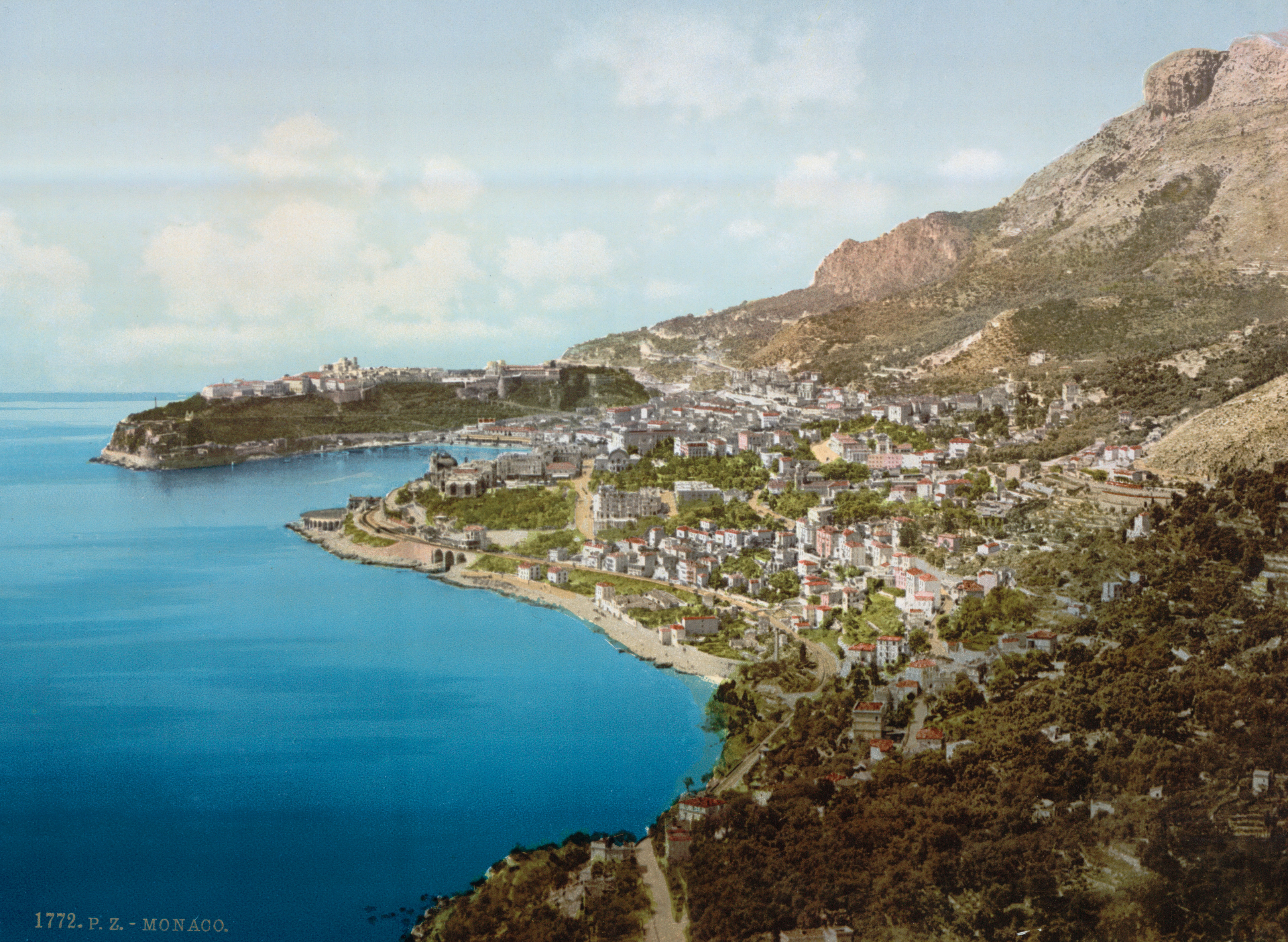
Monaco rond 1900

In eerste instantie bleef Monaco neutraal tijdens de Tweede Wereldoorlog. In november 1942 werd het land bezet door Italiaanse troepen. In september 1943, na de val van Mussolini, nam de Wehrmacht het over waarna de deportatie van de Joodse bevolking begon.
In 1949 besteeg Reinier III de troon. Hij trouwde in 1956 met de Amerikaanse actrice Grace Kelly. Dit gaf het staatje internationale bekendheid. In de jaren zeventig en tachtig vond een ware bouwhausse plaats en werd het land volgebouwd met flatgebouwen. Ook werd de wijk Fontvieille door landaanwinning aangelegd. Monaco werd een dure stad om te wonen en moeilijk betaalbaar voor de oorspronkelijke Monegasken.
In 1993 werd Monaco volwaardig lid van de Verenigde Naties. In 2002 bepaalde een nieuw verdrag tussen Frankrijk en Monaco dat als er geen troonopvolgers zijn om de dynastie voort te zetten, het vorstendom niettemin een onafhankelijke staat blijft. De militaire verdediging van Monaco blijft wel de verantwoordelijkheid van Frankrijk.

## Geografie

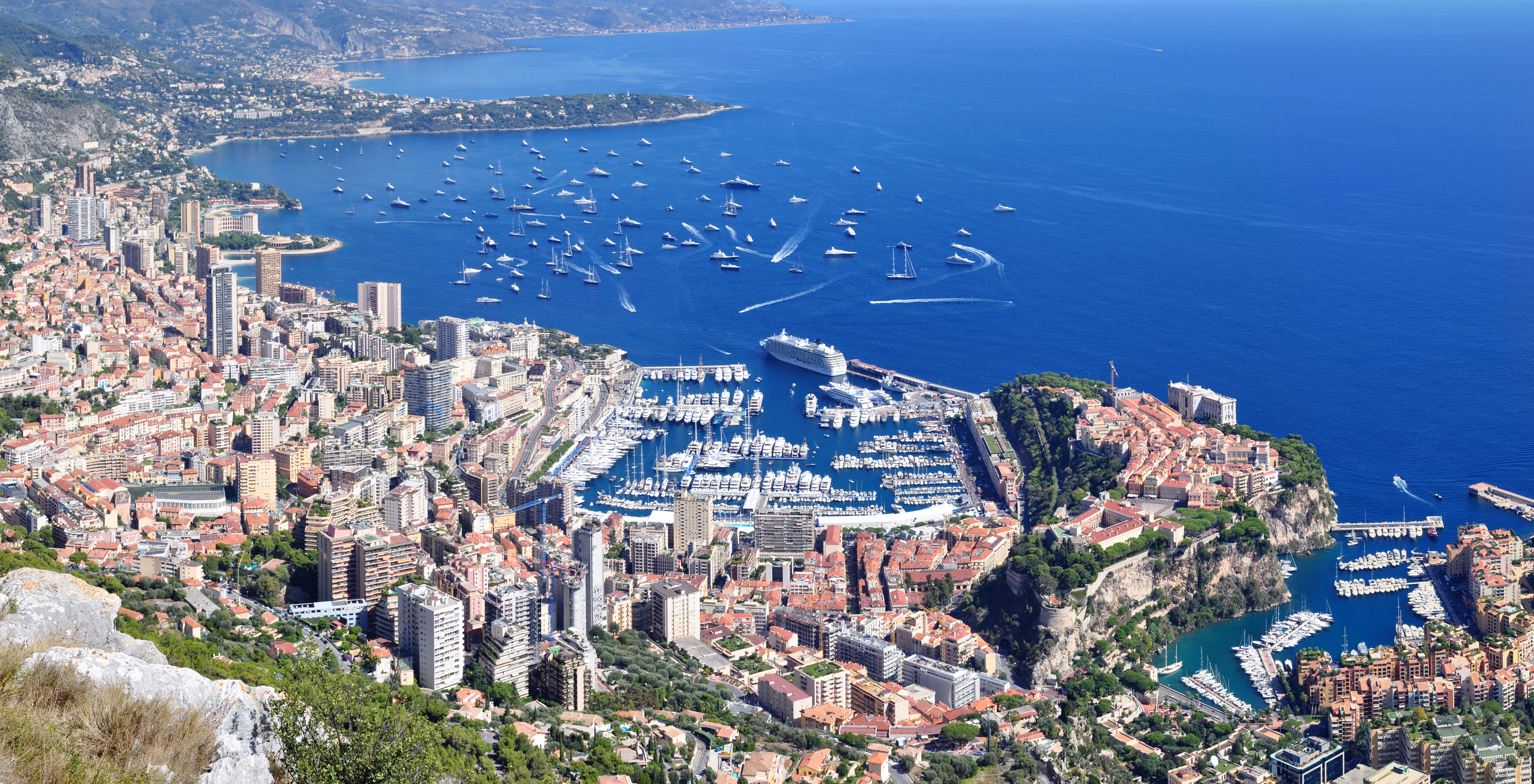
Uitzicht over Monaco vanaf het in Frankrijk gelegen La Turbie

Het prinsdom Monaco is het op een na kleinste onafhankelijke land ter wereld, na Vaticaanstad. Het ligt aan de kust van de Middellandse Zee, 18 kilometer ten oosten van Nice en vlak bij de Italiaanse grens, en is aan de landzijde geheel ingesloten door het Franse departement Alpes-Maritimes. Monaco bestaat uit een smalle strook land langs de kust aan de voet van de heuvels die het begin van de Alpen vormen. Het gebied is rotsachtig met veel hoogteverschillen en bijna compleet volgebouwd, met veel flatgebouwen. Het hoogste punt van Monaco is de Chemin des Révoires op 161 meter hoogte, een pad op de flank van de Mont Agel, waarvan de top aan de Franse zijde van de grens ligt. Voor de kust liggen verschillende stukken aangewonnen land, waarvan Fontvieille het grootste is. Naar verwachting zal de nieuw aangewonnen wijk Le Portier in 2025 worden opgeleverd.

## Bestuurlijke indeling

De verschillende wijken van Monaco

Monaco telt slechts één gemeente, die eveneens Monaco heet. Het is daarmee, net als Singapore en Vaticaanstad, een stadstaat. Tot 1954 bestond Monaco uit drie gemeenten, maar in dat jaar ontstond een dispuut waarbij de regering ervan werd beschuldigd een verdeel-en-heerstactiek toe te passen tegenover de drie gemeenten. De gemeenten werden prompt opgeheven en omgevormd tot 3 quartiers (wijken). Het bestuur werd gecentraliseerd. Na verloop van tijd werden nieuwe wijken gecreëerd, onder andere door het kunstmatig bijmaken van land in zee. Tegenwoordig zijn er tien wijken, die op hun beurt zijn onderverdeeld in îlots (blokken). In totaal zijn er 178 îlots.

## Politiek en vorstenhuis
De staat Monaco is een constitutionele monarchie met een prins als staatshoofd. De huidige vorst is Albert II uit het huis Grimaldi. Deze familie zit al ruim 700 jaar op de troon. De premier van Monaco wordt Ministre d'État (Minister van Staat) genoemd. Sinds januari 2025 wordt deze functie vervuld door Isabelle Berro-Amadeï (ad interim).

## Buitenlandse betrekkingen
Veel buitenlandse politieke aangelegenheden, alsmede de defensie van het land, worden afgehandeld door buurland Frankrijk. Monaco is geen lid van de Europese Unie, maar is op 5 oktober 2004 wel lid geworden van de Raad van Europa. Het land heeft een douane-unie met Frankrijk en maakt deel uit van het Schengengebied.
In het land zijn ambassades gevestigd van Frankrijk en Italië. Ook hebben een aantal landen er een consulaat. Monaco heeft zelf ambassades in acht landen, waaronder in de Belgische hoofdstad Brussel.

## Demografie
Monaco is het dichtstbevolkte onafhankelijke land ter wereld en heeft ook de grootste politiemacht en -aanwezigheid, zowel per hoofd van de bevolking als per vierkante meter.
In Monaco wonen meer buitenlanders dan Monegasken. Van de inwoners is slechts 17% Monegask. De meeste inwoners, 28%, hebben de Franse nationaliteit, gevolgd door de 17% Monegasken, eveneens 17% Italianen en 6% Britten. De overige 32% komen uit 120 andere landen.
Het Frans is de enige officiële taal van Monaco. Italiaans, Engels en het lokale Monegaskisch (dat afstamt van het Genuese dialect) worden ook gesproken. Het percentage analfabeten is 1%.

## Religie
Het katholicisme is de officiële godsdienst van Monaco. De grondwet garandeert de vrijheid van godsdienst.

## Economie
Een belangrijke sector in de economie van Monaco is toerisme; de meeste toeristen komen voor het klimaat en de casino's. De SBM is de oudste en grootste Monegaskische onderneming in deze sector. Zij baat onder meer het Casino uit, maar heeft daarnaast ook tal van andere belangen in de Monegaskische vermaaksindustrie en in de vastgoedsector.
Monaco is geen lid van de Europese Unie, maar het land gebruikt wel de euro.

### Industrie en bankwezen
Naast het toerisme beschikt Monaco ook over een uitgebreide bancaire sector; de bekendheid van het staatje als belastingparadijs draagt hier zeker toe bij. Er is sprake van regulering in deze sector, maar buitenlanders (met uitzondering van Franse staatsburgers) hoeven er nog steeds geen inkomstenbelasting af te dragen. Wel wordt er 33% vennootschapsbelasting geheven over bedrijfswinsten.
Er is in Monaco zelfs sprake van wat industrie, die 8% van het BNP levert. Monaco heeft een brouwerij, er is een fabriek die plastic voor de automobielindustrie bewerkt, en er zijn enkele farmaceutische industrieën. De meeste werknemers (ongeveer 40.000) zijn forenzen uit Frankrijk en Italië.

## Toeristische attracties

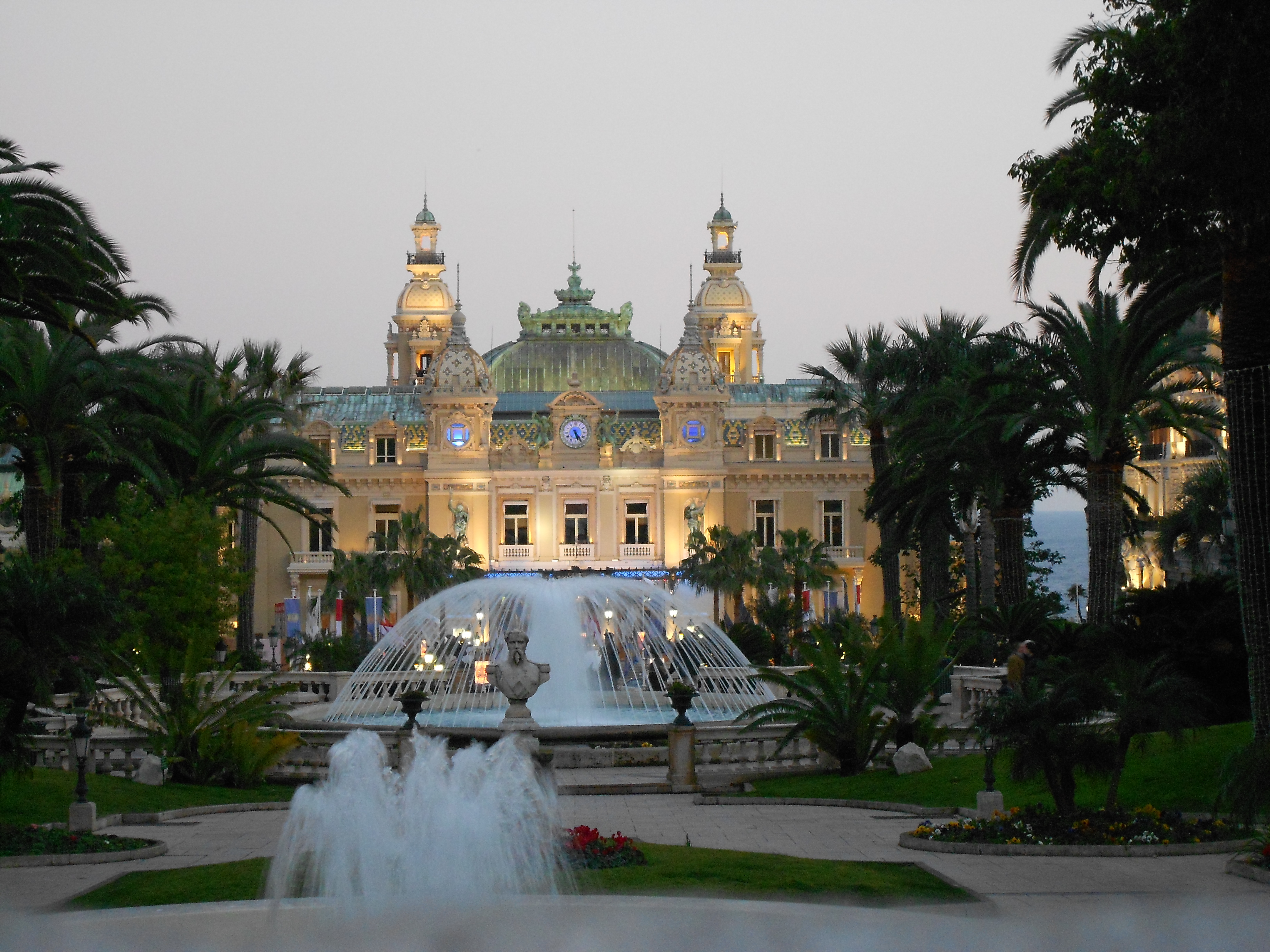
Het Monte Carlo Casino

### Monte Carlo
In Monte Carlo aan het Place du Casino ligt het Monte Carlo Casino, een van de meest beroemde en exclusieve casino's ter wereld. Aan ditzelfde plein ligt het dure Hotel de Paris met bijbehorend Café de Paris.

### Monaco Ville
In Monaco Ville, de oude vestingstad die tegen het begin van de bergen van de Franse Alpen ligt en de Rots van Monaco omvat, liggen het Prinselijk paleis van Monaco, de Kathedraal van Monaco, waar alle vorsten begraven worden, en het oceanografische museum Musée Océanographique de Monaco.

### Fontvieille
In Fontvieille ligt het Stade Louis II, het stadion van de voetbalclub AS Monaco. Tot 2012 werd er elk jaar de UEFA Super Cup gespeeld. Er kunnen 18.500 mensen in het stadion zitten. Verder bevinden zich er het Fontvielle Park en de Prinses Grace Rozentuin, het Monaco Automuseum en het Monaco Dierenpark.

## Sport

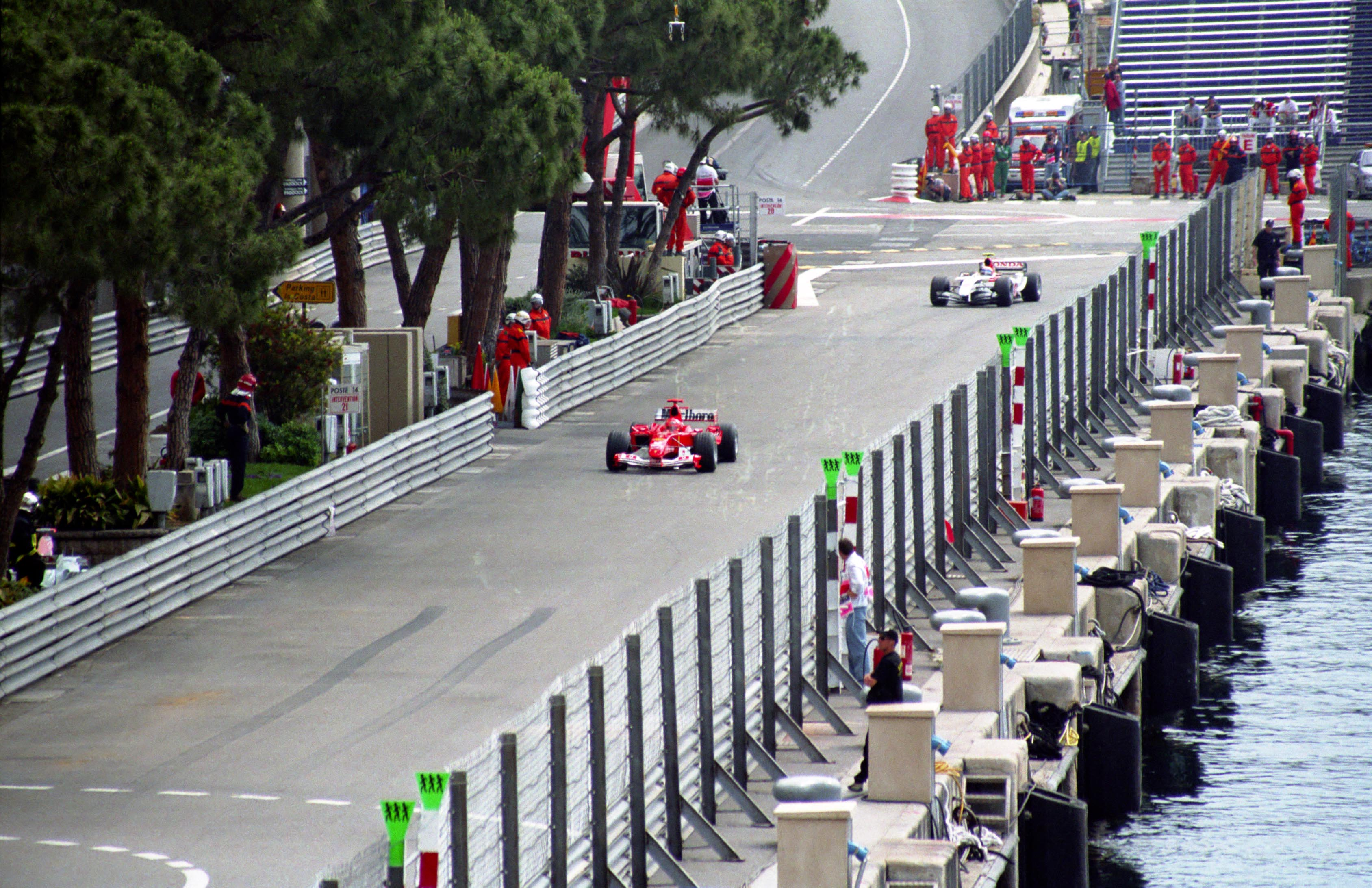
De Grand Prix van Monaco

De Grand Prix Formule 1 van Monaco is een van de bekendste races uit de autosport, en is evenals de nachtrace in Singapore en de race in Bakoe een Formule 1-wedstrijd die volledig op een stratencircuit gereden wordt. De Grand Prix vindt elk jaar in de maand mei plaats. In 2025 rijdt er één Monegaskische Formule 1-coureur mee – Charles Leclerc. Leclerc heeft tevens verschillende wedstrijden gewonnen, waaronder in 2024 ook de genoemde Grand Prix van Monaco.
AS Monaco is de bekendste voetbalclub van het land. De club won de Franse landstitel en de Franse beker en haalde de finale van zowel de Champions League als de Europa Cup II, die beide verloren gingen. Van 1998 tot en met 2012 werd de strijd om de UEFA Super Cup jaarlijks aan het begin van het voetbalseizoen gespeeld in het Stade Louis II in Monaco.

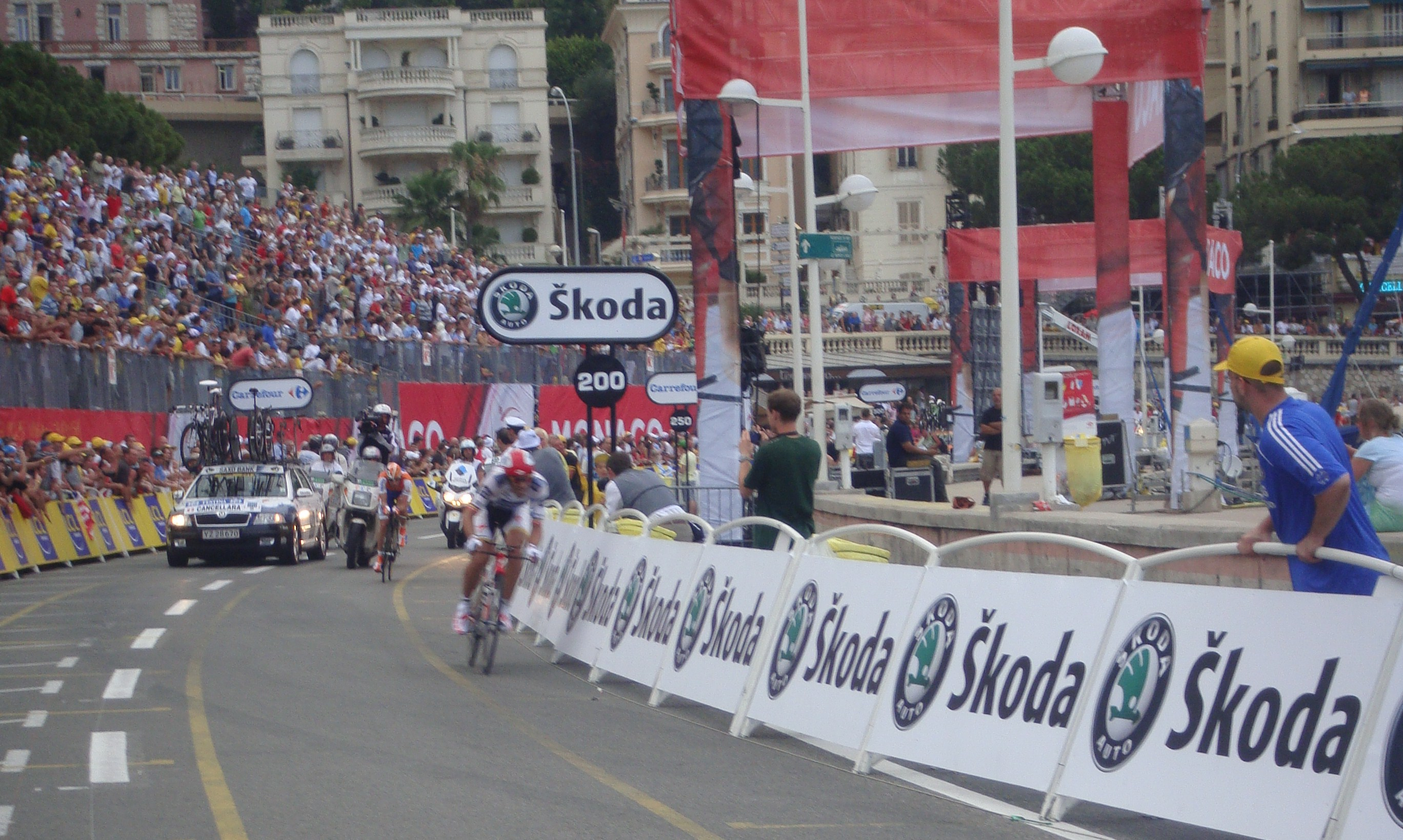
Wielrenner Fabian Cancellara wint de tijdrit

Tussen 1939 en 1964 kwam er zes keer een Touretappe aan in Monaco. In 2009 organiseerde het dwergstaatje de Grand Départ, met een openingstijdrit en de start van de tweede etappe. In 2024 startte de afsluitende tijdrit van de Ronde van Frankrijk naar Nice in Monaco.
Verder heeft Monaco een succesvolle vrouwenschaakploeg, CE Monaco, die in 2007, 2008 en 2010 de Europa Cup voor clubs won. Daarnaast wordt elk jaar het ATP-toernooi van Monte Carlo gehouden. Dit tennistoernooi wordt overigens wegens ruimtegebrek buiten het land gehouden. 
Jaarlijks is er de Monaco Marathon. Deze start in Monaco, de deelnemers rennen naar Ventimiglia en weer terug naar Monaco. Vlak bij de haven is een zwembad met olympische afmetingen te vinden dat in de winter als ijsbaan wordt gebruikt.
Op de Olympische Spelen heeft Monaco nog nooit een medaille gewonnen. Wel behaalde het land één bronzen medaille op de Olympische Jeugdspelen, de World Games en de World Mind Sports Games.

## Geboren Monegasken
- Prins Albert van Monaco
- Prinses Caroline van Monaco
- Prinses Stephanie van Monaco
- Olivier Beretta (1969), formule 1-coureur
- Louis Chiron (1899-1979), autocoureur
- Alexandra Coletti (1983), alpine-skiester
- Léo Ferré (1916-1993), dichter, componist en musicus
- Torben Joneleit (1987), Duits voetballer
- Honoré Langlé (1741-1807), componist, muziektheoreticus en muziekpedagoog
- Louis Notari (1879-1961), belangrijke schrijver in het Monegaskisch
- Franz Schreker (1878-1934), Oostenrijks componist
- Danièle Thompson (1942), scenariste, filmregisseur en schrijfster
- Daniel Elena (1972), rallynavigator
- Manuel Vallaurio (1987), voetballer
- Olivier Boscagli (1997), voetballer
- Charles Leclerc (1997), Formule 1-coureur
- Arthur Leclerc (2000), Formule 2-coureur

## Wijken
| Nr.                                                                                 | Wijknaam                   | Oppervlakte (ha) | Inwoners (Telling van 2008) | Dichtheid (inw/km²) | Aantal buurten (îlots) | Opmerkingen                                                        |
| ----------------------------------------------------------------------------------- | -------------------------- | ---------------- | --------------------------- | ------------------- | ---------------------- | ------------------------------------------------------------------ |
| Voormalige gemeente Monaco                                                          |                            |                  |                             |                     |                        |                                                                    |
| 05                                                                                  | Monaco-Ville               | 19               | 1.034                       | 5.597               | 19                     | Oude vestingstad, met o.a. het paleis en het Oceanografisch Museum |
| Voormalige gemeente Monte Carlo                                                     |                            |                  |                             |                     |                        |                                                                    |
| 01                                                                                  | Monte Carlo/Spélugues      | 30               | 3.834                       | 10.779              | 20                     | Bekend van het Casino                                              |
| 02                                                                                  | La Rousse/Saint Roman      | 13               | 3.223                       | 30.633              | 17                     |                                                                    |
| 03                                                                                  | Larvotto/Bas Moulins       | 34               | 5.443                       | 16.570              | 17                     |                                                                    |
| 10                                                                                  | Saint Michel               | 16               | 3.907                       | 26.768              | 24                     |                                                                    |
| Voormalige gemeente La Condamine                                                    |                            |                  |                             |                     |                        |                                                                    |
| 04                                                                                  | La Condamine               | 28               | 3.947                       | 16.213              | 28                     |                                                                    |
| 07                                                                                  | La Colle                   | 11               | 2.829                       | 15.005              | 15                     |                                                                    |
| 08                                                                                  | Les Révoires               | 9                | 2.545                       | 33.203              | 11                     | Hier bevindt zich de Jardin Exotique de Monaco                     |
| 09                                                                                  | Moneghetti/ Bd de Belgique | 10               | 3.003                       | 28.051              | 17                     |                                                                    |
| Kunstmatig land gecreëerd in zee                                                    |                            |                  |                             |                     |                        |                                                                    |
| 06                                                                                  | Fontvieille                | 35               | 3.901                       | 10.156              | 10                     | Bouw startte in 1981                                               |
| 11(1)                                                                               | Fontvieille II             | 5(1)             | –                           | -                   | 4(1)                   | Voorgesteld door Prins Albert II na het uitstellen van Le Portier  |
| 11(1)                                                                               | Le Portier                 | 12(1)            | –                           | -                   | 6(1)                   | Deze wijk zal naar verwachting in 2025 worden opgeleverd.          |
| 11(1)                                                                               | Anse du Portier            | 6(1)             | –                           | -                   | 6(1)                   | De bouw werd aangekondigd in 2015                                  |
|                                                                                     | Monaco                     | 205              | 35.352                      | 16.217              | 178                    |                                                                    |
| (1) Deze cijfers zijn niet verwerkt in het totaal omdat de wijken nog niet bestaan. |                            |                  |                             |                     |                        |                                                                    |

## Stedenband
- Oostende, België, sinds 1958
  - In 2008 bezocht Z.D.H. Prins Albert II Oostende in het kader van het vijftigjarig bestaan van de stedenband.[10]

## Trivia
De vlag van Monaco vertoont sterke gelijkenissen met die van Indonesië. Er is echter een miniem verschil in de hoogte-breedteverhouding en kleurtint.